# Karel Sladkovský
Karel Sladkovský (22. června 1823 Praha, Malá Strana – 4. března 1880 Praha) byl český novinář a politik, během revolučního roku 1848 představitel radikálních českých demokratů. Později byl vězněn, po roce 1860 opět aktivní politik, poslanec Českého zemského sněmu a Říšské rady, od roku 1874 předák mladočeské strany.

## Životopis

### Studium
Pocházel z chudé krejčovské rodiny. Otec, krejčovský mistr, mu zemřel v šesti letech. Navštěvoval maltézskou školu a později gymnázium na Malé Straně. Jeho studijní výsledky nebyly vynikající a na škole býval trestán sníženými známkami jak z chování, tak vyučování. Pro další vzdělávání si vybral advokacii, v roce 1845 odešel studovat práva Vídeňskou univerzitu, kde měl ke studiu lepší předpoklady. V roce 1846 nastoupil na soudní praxi do Vídeňského Nového Města. Od roku 1848 měl pracovat na finanční prokuratuře, ale nástup do úřadu byl odložen kvůli vypuknutí revoluce v Rakouském císařství. Na jaře 1848 se vrátil do Prahy.

### Aktivity za revoluce 1848–1849

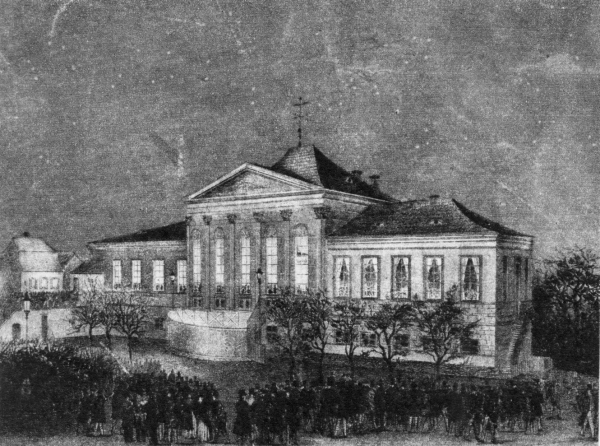
Svatováclavské lázně

Patřil mezi hlavní postavy radikálního českého studentstva. Upozornil na sebe zejména tříhodinovou řečí během schůze ve Svatováclavských lázních v Praze 27. a 29. května 1848, kdy se čtyři tisíce účastníků vyslovily na podporu revoluce ve Vídni a proti stávajícím volební řádům na Český zemský sněm. Historik Otto Urban považuje tato shromáždění probíhající mimo Národní výbor za zrod radikálně demokratického proudu v české politice, jehož představitelem zůstal Sladkovský po celý zbytek života a který se až mnohem později vydělil do podoby samostatného politického subjektu.
V následujících týdnech se situace v českém hlavním městě dále vyostřovala. Sladkovský se účastnil schůze studentů v Karolinu a podílel se na vypracování ostrého prohlášení proti demonstraci vojenské síly ze strany konzervativních sil. Byl zvolen mezi členy deputace ke knížeti Alfredu Windischgrätzovi (vojenský velitel v Praze), která požadovala vydání zbraní k obraně ústavy. Když pak v Praze propuklo Pražské červnové povstání, zúčastnil se bojů. Zároveň ale nepřerušil své kontakty s liberálním, umírněnějším proudem české politiky, Poté byl zvolen do české deputace, která odjela do Vídně žádat za odvolání Lva Thuna a knížete Windischgrätze z jejich úřadu v Čechách. Poté, co se Praha vzdala, byl Sladkovský na seznamu vzbouřenců a byl na něj vydán zatykač. Z Vídně se proto vrátil 12. října, až po vídeňských událostech (kdy ve Vídni převládly revoluční síly).

### Vyšetřování a věznění

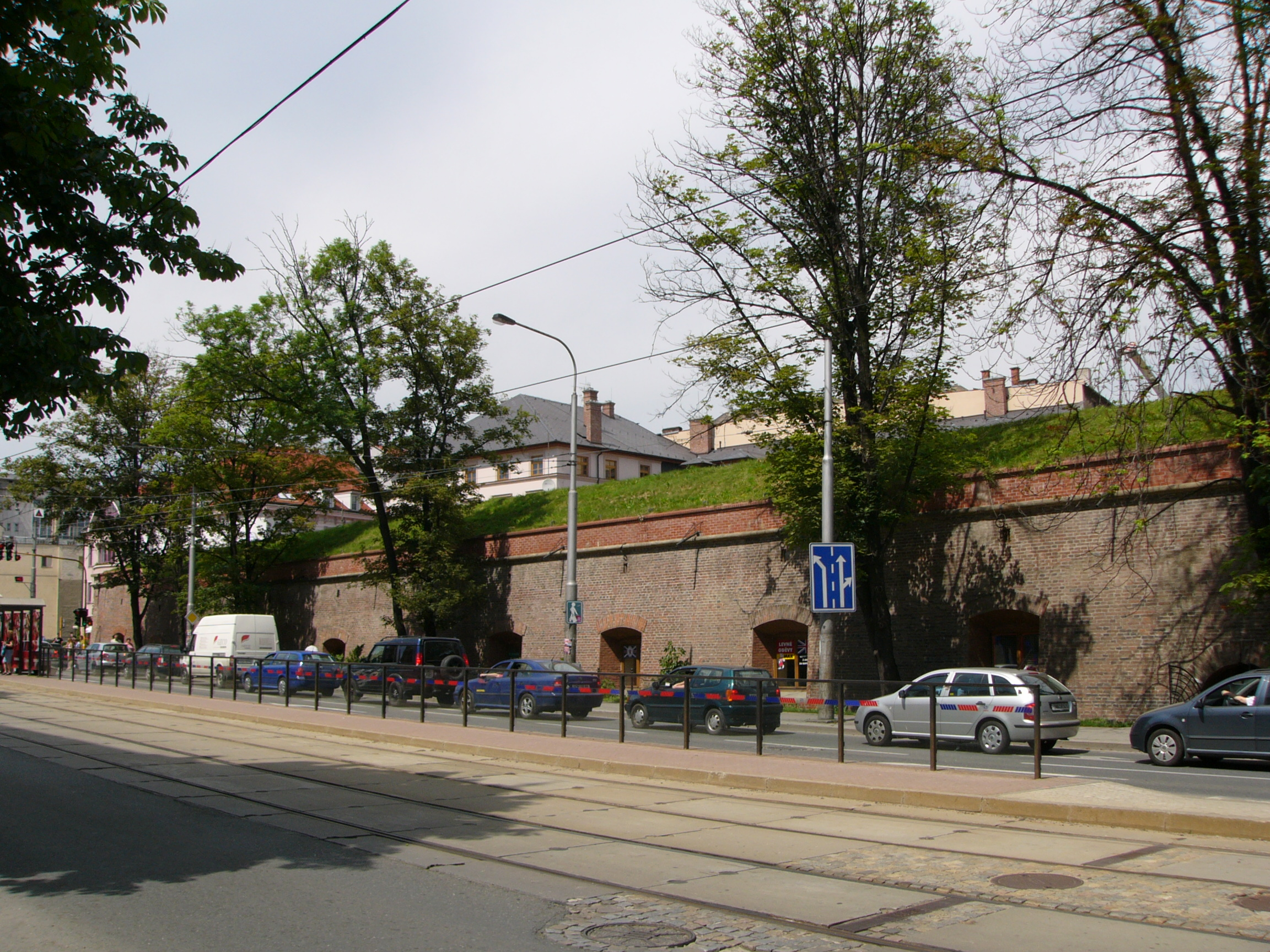
Kasematy v Olomouci

Po vypuknutí říjnové revoluce se dobrovolně dostavil před vojenskou vyšetřující komisi na Hradčanech. Po jednom výslechu byl ale ponechán na svobodě a celé vyšetřování jeho případu bylo ukončeno amnestií v roce 1849. Na začátku roku 1849 byl zvolen do výboru Slovanské Lípy a do výboru studentského spolku, kde se stal místopředsedou.
10. května 1849 byl ovšem zatčen a odveden na Hradčany. Důvodem bylo jeho zapojení do plánů na povstání, které tehdy připravovali čeští radikálové ve spolupráci Michailem Alexandrovičem Bakuninem. Tento ruský revolucionář pobýval v Praze v březnu 1849. Jeho záměrem byla příprava celoevropského demokratického, republikánského povstání. K vytvoření formální revoluční organizace sice nedošlo, ale v radikálních kruzích se mluvilo o přípravě vzniku revoluční vlády, v níž měl zasednout Sladkovský nebo Karel Sabina nebo Vilém Gauč. Když pak v Drážďanech skutečně vypukla revolta, reagovaly habsburské úřady na svém území tvrdě a provedly razie a zatýkání předních osobností radikální scény včetně Sladkovského.
Proces, během kterého Sladkovský dvakrát vážně onemocněl, trval dva roky. Dne 19. srpna 1851 byl odsouzen k trestu smrti provazem za velezradu. Verdikt však byl později zmírněn na 20 let těžkého žaláře.
Byl odvezen na olomouckou pevnost kde strávil osm let. Propuštěn byl až na amnestii 13. května 1857 Měl ovšem značně podlomené zdraví a žil v těžkých podmínkách, pod policejním dohledem. Vrátil se do Prahy, zotavoval se ve Šternberských lázních a poté odjel ke svému švagrovi, Josefu Vaverkovi, do Kolína, kde pracoval v jeho obchodě.

### Návrat do politiky

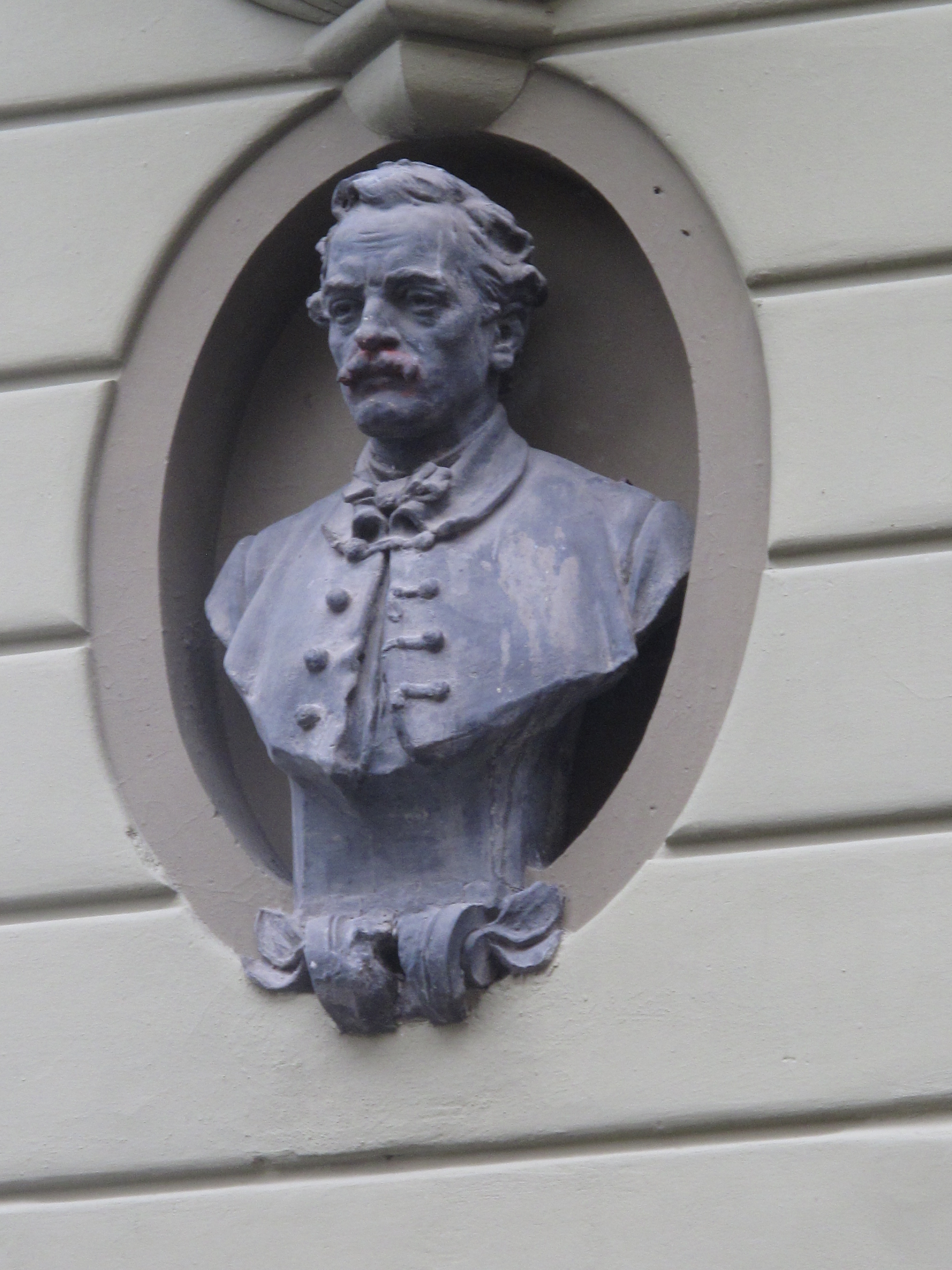
Sladkovského busta ve Vršovicích

V roce 1860 se opět vrací do veřejného života a 1. října toho roku nastupuje do redakce deníku Čas (první český politický deník povolený rakouskými úřady, sdružující ve své redakci osobnosti kritické k proudu okolo Františka Ladislava Riegra) a 1. ledna 1862 nastoupil do redakce časopisu Hlas, který byl platformou předznamenávající vznik samostatného radikálně demokratického proudu české politiky, z něhož se později utvořila Národní strana svobodomyslná (mladočeská). Po splynutí Hlasu s Národními listy v roce 1865 publikoval v tomto nejvýznamnějším českém politickém periodiku.
V říjnu 1861 byl oficiálně politicky rehabilitován. Od prosince 1862 až do roku 1880 byl (s přestávkami) poslancem Českého zemského sněmu, kde se profiloval jako ostrý kritik volebního systému a prosazoval národnostní a náboženskou spravedlnost. Své radikální a socialismem ovlivněné názory z roku 1848 sice korigoval, ale byl nadále radikálním zastáncem demokratických práv a všeobecného volebního práva, naopak odmítal privilegia šlechty a církve. Od roku 1867 zasedal (rovněž s přestávkami) i v zemském výboru. Do zemského sněmu byl zvolen v doplňovacích volbách (před svou politickou rehabilitací nemohl aktivně působit v politice) ve volebním obvodu ve východních Čechách (Žamberk, Králíky). Na sněmu vystoupil jako první řečník v debatě v březnu 1863 týkající se českého návrhu na reformu volebních řádů. Na rozdíl od Riegra a Františka Palackého ale neargumentoval jen národnostními důvody (zohlednění početnosti českého etnika) ale i sociálními a politickými, když upozornil na nepoměr v zastoupení velkostatkářů, měst a venkova. Jeho volební obvod byl přitom etnicky většinově německý a Sladkovský tak svou argumentaci stavěl coby obhajobu spravedlivých zájmů svých voličů. V nastalé debatě se proti němu částečně vymezil Rieger a v rozpravě se naopak někteří poslanci postavili za Sladkovského. Formální jednota české Národní strany ovšem tehdy ještě zpochybněna nebyla. Sám Sladkovský popřel zprávy o rozkolu v českém politickém táboře („Všichni tvoříme koncert, v němž zajisté panuje nejlepší harmonie“) a rozdíly v názorech označil za logický a žádoucí vícehlas. Nedlouho poté rovněž konstatoval, že za dané situace jsou v Čechách jen dvě skutečné strany: centralisté a federalisté, přičemž všichni (etnicky) čeští poslanci jsou federalisty a „nikdo z povážlivých českých poslanců nemůže ani chtít tvořit nějakou stranu kvůli různým náhledům v otázkách ryze politických.“ Přesto se počátkem roku 1864 účastnil schůzek, které svolal Rudolf Thurn-Taxis a na níž se skupina radikálně demokratických politiků a novinářů pokoušela definovat mladočeskou politickou platformu. Ani nyní ale nedošlo k vytvoření organizačně samostatné strany. V roce 1865 podepsal jako jeden z 66 českých poslanců zemského sněmu Pamětní spis formulovaný Františkem Palackým coby politický manifest českých státoprávních aspirací a v následujících měsících, kdy po vzoru Uherska vrcholily i v Čechách snahy o dosažení zvláštního statutu v rámci mocnářství, se účastnil řečnických soubojů s představiteli centralistických sil na sněmu. Na rozdíl od Riegra a Palackého nicméně Sladkovský natolik neodmítal rakousko-uherské vyrovnání.
Opakovaně byl volen za poslance Říšské rady. Politika pasivní rezistence, kterou tehdy prosazovala většina české politické scény, ovšem znamenala, že mandát v celostátním parlamentu fakticky nevykonával. S pasivní rezistencí nesouhlasil, ale podřídil se většinovému stanovisku. Odmítal pasivní rezistenci praktikovanou na zemském sněmu a v dubnu 1867 prosadil spolu s dalšími představiteli mladočeského proudu kompromisní postoj, kdy čeští poslanci sice opustili úvodní zasedání sněmu, ale neměli podávat demise, čímž by natrvalo své poslanecké mandáty zneplatnili. Na tomto stanovisku setrval i v následujícím roce, kdy argumentoval tím, že důsledný bojkot zemského sněmu doporučoval hned počátkem 60. let, ale nyní zemský zákonodárný sbor neřeší jen ústavněprávní otázky ale i praktické záležitosti, kde by měl být slyšen český hlas. V srpnu 1868 patřil mezi 81 signatářů státoprávní deklarace českých poslanců, v níž česká politická reprezentace odmítla centralistické směřování státu a hájila české státní právo. Čeští poslanci v ní skutečně jednotně na sněmu přednesli svůj protest proti ústavním poměrům, nerezignovali, nicméně na činnosti sněmu se nepodíleli. Na konci září 1868 byli pro absenci zbaveni mandátů.
Vůči Říšské radě ve Vídni ovšem Češi praktikovali důsledný bojkot. Zemský sněm ho tak roku 1867 zvolil poslancem Říšské rady (celostátní zákonodárný sbor tehdy ještě nebyl volen přímo, ale tvořen delegáty jednotlivých zemských sněmů). 19. června 1867 byl spolu s dalšími českými státoprávně orientovanými poslanci vyzván k udání důvodů pro nepřevzetí mandátů. 26. září 1868 pak byly mandáty těchto poslanců v zemském sněmu a tudíž i v Říšské radě prohlášeny za zaniklé. Znovu byl zemským sněmem delegován na Říšskou radu v roce 1871 (kurie venkovských obcí v Čechách). Opětovně se ale nedostavil do sněmovny, a proto byl jeho mandát 23. února 1872 prohlášen za zaniklý. Poslancem ve Vídni se stal i v prvních přímých volbách do Říšské rady roku 1873, kdy získal mandát za kurii venkovských obcí, obvod Kolín, Poděbrady atd. Z politických důvodů se zase nedostavil do sněmovny, čím byl jeho mandát i přes opakované zvolení v doplňovacích volbách prohlášen za zaniklý.
| „                                                    | Ty jenž spíš v té kostnici i znáš trýzně v trestnici jenž’s byl hotov za svou vlast v každé chvíli život klást – kdo tak pravdu miloval? kdo tak za ni bojoval? kdo tak hořel jako Ty? kdo tak trpěl jako Ty? pro čest svého národu i tu zlatou svobodu? kdo tak v slzách pochován?… Ach, snad jenom – mistr Jan! | “ |
| — Boleslav Jablonský, projev nad hrobem Sladkovského | |   |

Měl výborné řečnické nadání a promlouval na některých významných veřejných shromáždění, například na slavnosti v Borové při odhalení pamětní desky Karlu Havlíčku Borovském, v Husinci při slavnosti výročí narození mistra Jana Husa, v Brandýse nad Orlicí při odhalení pomníku Janu Amosi Komenskému, v roce 1867 ve Dvoře Králové u příležitosti výročí objevu Rukopisu královédvorského a o rok později při pokládání základního kamene Národního divadla. V případě Národního divadla měl i značný podíl na faktickém organizování sbírek a výstavby, protože z pozice místopředsedy sboru pro vybudování divadla prosadil formu veřejných sbírek. Zároveň šlo o první velkou celonárodní akci, při níž roli hlavního řečníka nehrál někdo z hlavního proudu české politiky okolo Riegra a Palackého. Sladkovského projev zapadal do začínající radikalizace české společnosti, která po neúspěchu v souvislosti s rakousko-uherským vyrovnáním (vytvoření dualistického soustátí a nenaplnění českých státoprávních ambicí) přecházela k metodám masových demonstrací (táborové hnutí).
V letech 1868–1869 ho kontaktoval ministr Friedrich Ferdinand von Beust a sondoval možnost smíru s Čechy. Historik Otto Urban v tom vidí jednak uznání rostoucí role radikálů v době vrcholícího táborového hnutí ale i snahu rozdělit českou reprezentaci. Rieger skutečně na kontakty vídeňské vlády se Sladkovským reagoval uraženě. Sladkovský ale stejně jako Rieger odmítl kompromis s Vídní na základě stávajícího ústavního pořádku a požadoval zásadní reformu státoprávního uspořádání předlitavské části mocnářství, což ale vláda nebyla schopna naplnit. Podobně dopadly sondáže vůči Sladkovskému a Riegrovi, které inicioval v únoru 1870 ministr Karl Giskra. Když pak nový předseda vlády Alfred Potocki (sám coby polský šlechtic vnímavý vůči autonomistickým aspiracím neněmeckých etnik) spustil vyjednávání s českou opozicí, podílel se Sladkovský na debatách uvnitř českého tábora. Odmítal koncepci prosazovanou konzervativnějším proudem založit českou pozici na císařském patentu z roku 1848 (česká charta). Po pětihodinové rozpravě se ale podřídil stanovisku většiny.

### Předsedou mladočeské strany

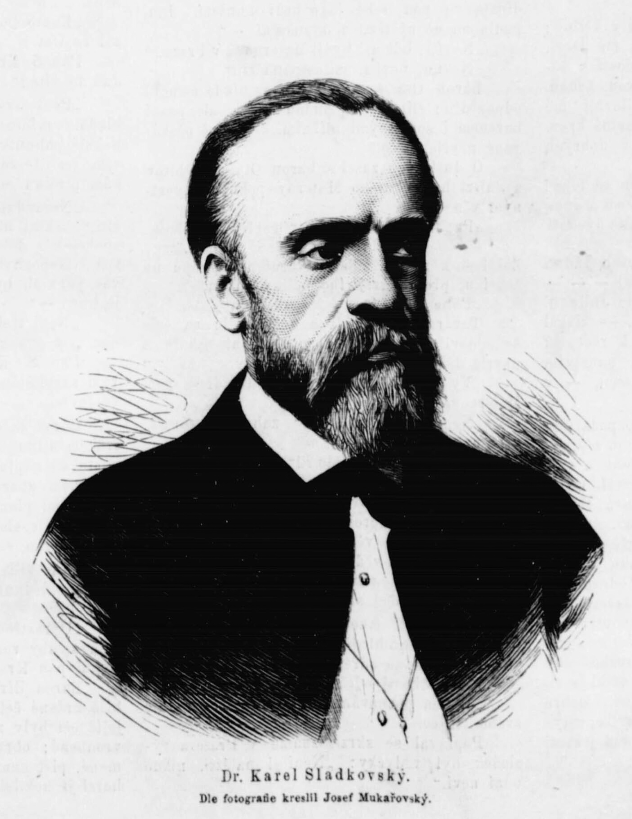
Karel Sladkovský v pozdních letech života (portrét od Josefa Mukařovského, 70. léta 19. století)

Počátkem 70. let rozdíly mezi názory Sladkovského a hlavního proudu Riegrova a Palackého narůstaly. Pořád se debatovalo o správnosti politiky pasivní rezistence. Koncem roku 1872 se mladočeši zasadili o částečně prolomení rezistence tím, že se uvolňovala možnost zúčastnit se voleb do školních rad, čímž byla tato praktická platforma pro rozvoj školského systému vyňata z přísně pojímaného státoprávního programu. V roce 1873 se situace vyhrotila v debatě o pokračování pasivní rezistence vůči zemskému sněmu. Většina českých politiků podporovala neúčast na vídeňské Říšské radě, ale v otázce zemského sboru nebyly názory jednotné. Když Český klub coby společná sněmovní frakce českých státoprávních poslanců o otázce hlasoval, byla sice odsouhlasena pasivní rezistence i na zemském sněmu, ale pouhým poměrem 47 : 35 hlasů. Poražená (mladočeská) menšina reagovala 25. listopadu 1873 veřejným prohlášením, ve kterém sice předchozí většinové rozhodnutí respektovala, ale demonstrativně vrátila své mandáty do rukou voličů, protože rozhodnutím o pokračujícím bojkotu pozbyly svého účelu. Mezi signatáři tohoto prohlášení byl Sladkovský, Eduard Grégr, Julius Grégr, Alois Pravoslav Trojan a další politici, kteří v té době již směřovali k ustavení samostatné politické strany. Národní (staročeská) strana označila jejich deklaraci za rozkolnictví. V této fázi ovšem ještě samostatná mladočeská strana nevznikla, protože tlak na rozbíječe národní jednoty byl ještě příliš silný.

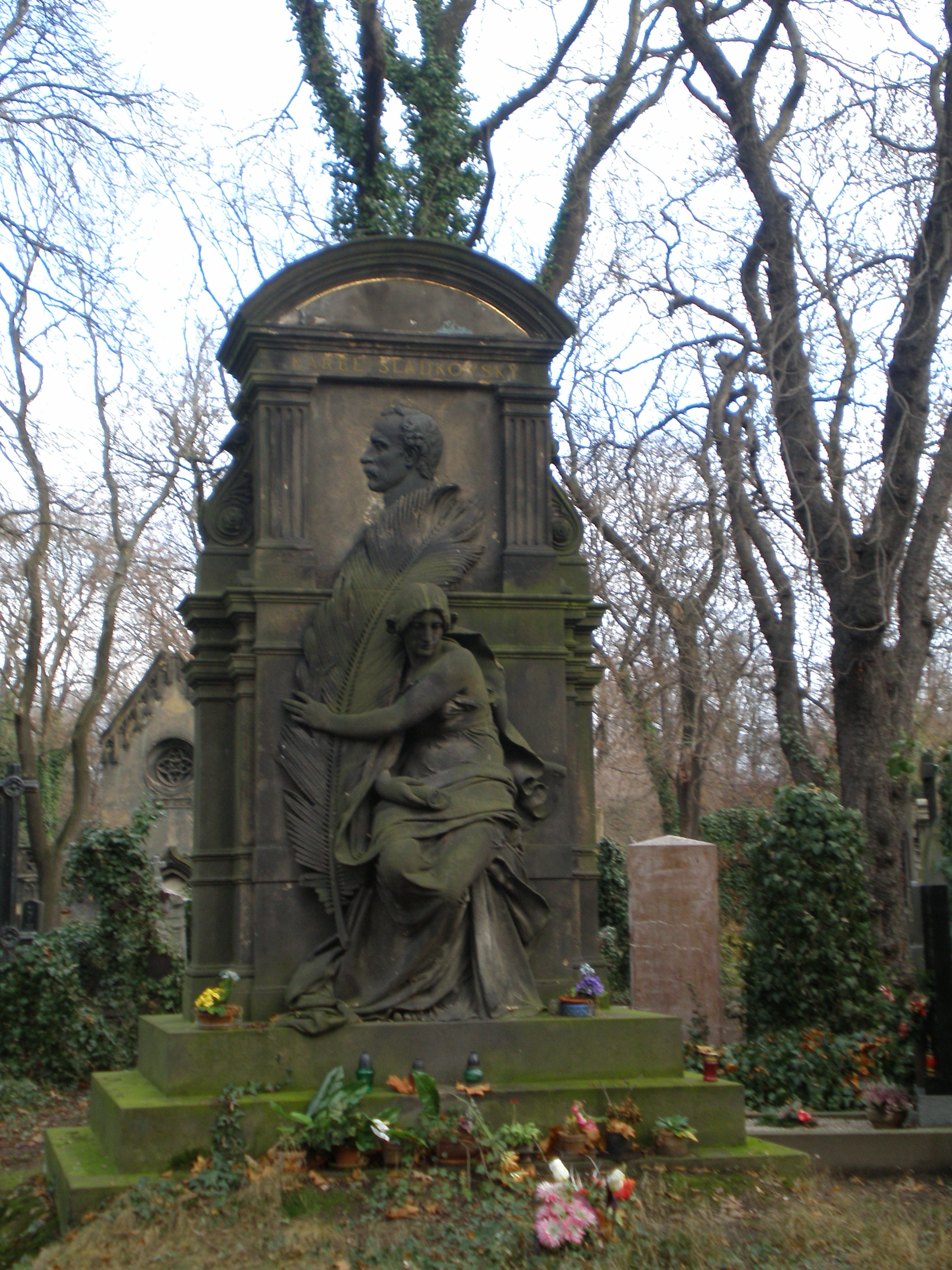
Hrob Karla Sladkovského na Olšanských hřbitovech v Praze

Definitivní rozkol v českém táboře a oficiální vznik Národní strany svobodomyslné (mladočeské) nadešel v následujícím roce. Zemské volby v Čechách 1874 poprvé zaznamenaly existenci samostatné konkurenční mladočeské kandidátky. Po volbách sedm mladočeských poslanců vstoupilo na zemský sněm a porušilo tak dogma o pasivní rezistenci (Sladkovský mezi těmito sedmi nebyl). V prosinci 1874 se pak konal první sjezd nové politické formace a Sladkovský byl zvolen prvním předsedou mladočeské strany. Ta se v programu sepsaném Juliem Grégrem definovala jako zastánce aktivní politiky na zemském sněmu, všeobecného volebního práva a rozvoje podnikání a vzdělanosti.
V březnu 1875 byl Sladkovský zvolen na Český zemský sněm a v říjnu 1875 byl v doplňovacích volbách opět zvolen do Říšské rady (v ní ale mandát nadále aktivně nevykonával). I jeho hlavní rival a předseda staročechů František Ladislav Rieger ho respektoval a prohlásil, že je „jediný muž mezi mladočechy, který jedná dle zásad a jemuž osobní prospěch není předním účelem.“
Podílel se na obratu v české politice a ukončení pasivní rezistence, když v roce 1879 Eduard Taaffe, tehdy představitel konzervativního německorakouského tábora, inicioval jednání s Čechy, na jejichž konci byl český vstup na Říšskou radu, zahájení aktivní politiky a přechod Čechů do provládního tábora. V dubnu 1879 jednal Rieger a Sladkovský odděleně s Taaffem. Když se pak moci ujala vláda Eduarda Taaffeho a na klíčové schůzce 16. září 1879 se dojednávaly finální obrysy českého návratu na Říšskou radu, Sladkovský se musel nechat ze zdravotních důvodů zastoupit Juliem Grégrem. Ve volbách roku 1879 byl zvolen do Říšské rady, ale pro zdravotní potíže již mandát nevykonával. Rezignoval na něj hned počátkem září 1879. Když se v říjnu 1879 na Říšské radě utvořil Český klub (jednotné parlamentní zastoupení, do kterého se sdružili staročeši, mladočeši, česká konzervativní šlechta a moravští národní poslanci), Sladkovský už mezi jeho členy nebyl.
Od podzimu toho roku místo něj fakticky převzal vedení mladočeské strany Alois Pravoslav Trojan (formálně předsedou zvolen v březnu 1880 po smrti Sladkovského). Trojan pokračoval v Sladkovského linii, kdy sice mladočeská strana byla organizačně samostatná, ale zásadně se nevymezovala proti staročechům a zachovávala volně pojímanou jednotu národních politických sil.
V roce 1877 Sladkovský konvertoval k pravoslaví. Až do konce života trpěl zdravotními následky věznění. Zemřel 4. března 1880 v Praze. Pohřben byl 7. března na Olšanských hřbitovech (IV. hřbitov, 6. oddělení, hrob 135). Autory pískovcového pomníku na jeho hrobu jsou významní představitelé generace Národního divadla sochař Josef Václav Myslbek a architekt Antonín Wiehl.
Jeho jméno nese několik desítek ulic a dalších místních názvů v českých městech.
Pánům voličům pro říšskou radu v okresích podřipských.
Hned od počátku politického ruchu r. 1860 až do válečné doby r. 1866 jevilo se v národě našem všeobecné přesvědčení o svrchované potřebě oprav církevních, a veškeré naše žurnály i zejména tehdejší denník „Hlas" uveřejňovaly o této záležitosti celé řady článku, vyšlých namnoze ze středu osvícenějšího kněžstva samého. Žádáno v hlavni věci:
1. aby v světských záležitostech církve zavedla se svézákonnost a samospráva, tak aby obce církevní svobodně volily si duchovni své i samy spravovaly si jmění své církevní; 2. aby veškeré záležitosti církevní vyřizovány a služby boží jakož i všeliké obřady církevní konány byly v jazyku národním; 3. aby zrušeno bylo bezženství kněží a konec byl učiněn všem pocházejícím z toho neplechám i vznikajícímu z toho pohoršeni obecnému; 4. aby odstraněni byli jezovité se všemi totožnými neb aspoň spřízněnými s nimi řády kněžskými; 5. aby zřídily a řádně odbývaly se církevní sněmy čili synody, v nichž jako za dřívějších časů o všech důležitostech a potřebách církve by jednalo a usnášelo se za přiměřeného účastenství všech členů církve neb zvolených zástupců jejich; 6. aby přestalo již kaceřování a vůbec hanobení mužů našich nejslavnějších a celému národu českému nejdražších, jakož zejména jsou mistr Jan Hus a všickni přední jeho následníci i obhájci.
Já sice tenkráte již, když v novinách našich naléhalo se na takovéto opravy, nevěřil jsem tomu, že bychom se jich domohli kdy v církvi římsko-katolické, nahlížel jsem ale, že pokus o to státi se musí. Nyní však, když vydány jsou syllabus a encyklika a prohlášen jest papež za neomylného, a když jezovité na skutečné v platnost uvedení toho všeho všecky své přívržence v celém světě v pevné sestavují šiky bojovné; tu zajisté i nejdůvěřivější ze všech, kdož stáli a stojí o výše vytknuté opravy církevní, na dobro jsou již přesvědčeni, že nezbývá již ani nejmenší naděje v jich docílení. Já však opravy ty považoval jsem vždy a považuji podnes za tak důležity, že bych v církvi, která jich provésti nechce, již proto na žádný spůsob nezůstal. Dokonce však nemoha srovnati se svým svědomím, abych setrval v církvi, která jakéhokoli člověka smrtelníka v jakémkoli ohledu prohlašuje za neomylného, a jestliže ke všemu tomu církev římsko-katolická v nastávajícím nyní posvátném boji za právo lidské staví se spíše na strana ukrutníků tureckých nežli na strano ubědovaných křesťanů slovanských; tu neměl jsem déle pokojné mysle, i musil jsem dle hlasu svého svědomí přikročiti také k jednání. Po víceletém tedy a dle vědomí mého všestranném uvážení vystoupil jsem z církve římsko-katolické, i přistoupil jsem k východo-katolické církvi slovanské, v kteréž vše to, co týká se výše uvedených oprav, od dávna již je zavedeno a podnes se zachovává, i nemusí se to teprve krutým snad zápasem vydobývat. Mimo to zůstávám takto v lůně velkého národa slovanského, a nalézám se v lůně velemocné jeho církve, kde i pro užší národnost svou českou pro případ spíše mohu nadíti se ochrany, než abych musil snad obávati se kdy takového příkoří a pronásledování, jakéhož ona v dobách před- i pobělohorských zakusila již v církvi římsko-katolické, neb jakéhož nyní národnost polská zakouší od protestantů německých, ačkoli jim nikdy nemůže býti nebezpečnou. Tyto jsou v krátkosti důvody, jež přiměly mne ku kroku, kterýž Vám ctěni páni voličové, tímto oznámiti měl jsem za svou povinnost.
V PRAZE, 23. ledna 1877.
Dr. K. Sladkovský.
Národní listy

## Dílo

### Projevy
- Na památku Jana A. Komenského / [slavnostní řeč Karla Sladkovského mluvená při odhalení pomníku] 1865
- Řeč dra. Karla Sladkovského při slavném položení základního kamene národního divadla v Praze dne 16. května 1868
- Slavnostní řeči Dra. K. Sladkovského 1878

### O Sladkovském
- Dr. Karel Sladkovský : k stým narozeninám 1924
- Karel Sladkovský / Napsal Antonín Bouček 1948
- Karel Sladkovský a český radikalism za revoluce a reakce / Napsal Dr. Josef Matoušek podle pramenů archivních 1929